# Джон Данстейбл
Джон Да́нстейбл (англ. John Dunstable, Dunstaple, Dunstapell, Dumstable; кінець XIV ст. — 24 грудня 1453) — англійський композитор, музичний теоретик і вчений.

## Біографічні відомості
Ймовірно, композитор народився в Данстейбле в Бедфордширі. Дата його народження невідома, її вираховують за раннім відомими роботами Данстейбла, які датують 1410–1420 роками.
Ймовірно, до 1427 року він служив придворним музикантом у герцога Бедфордського (брата короля Генріха V), тому міг жити деякий час у Франції, оскільки герцог був регентом Франції у 1423–1429 роках. У 1427–1436 роках Данстейбл перебував при дворі Жанни Наваррської, другої дружини англійського короля Генріха IV. Згідно з податковими записами за 1436 рік, Данстейбл мав власність у Нормандії, а також в Кембриджширі, Ессексі і Лондоні. У 1438 році він перебував на службі в Хамфрі, герцога Глостерського.
На відміну від багатьох композиторів того часу, Данстейбл не був кліриком. Ймовірно, він був одружений.
Він був не тільки композитором, але і астрономом, астрологом і математиком. З його епітафії ми знаємо, що він «вивчав закони небесних сузір'їв». Деякі його роботи з астрології дійшли до нас, однак, швидше за все, астрономом він не був, а тільки переписав в 1438 році трактат з астрономії, що відноситься до XIII століття.
Данстейбл похований в Лондоні в церкві Сент-Стівен-Уолбрук. Надгробок було поставлено в церкві на початку XVII ст. Церква була відновлена після пожежі 1666 року, надгробок відновили в 1904 році. У епітафії Данстейбл названий славою і світилом музики.

## Музична творчість
Відомо близько 50 композицій Данстейбла. Можливо, його перу належать і інші твори, відомості про авторів яких не збереглися. Данстейблу приписуються дві повні меси «Rex seculorum» і «Da gaudiorum premia». Збереглися частини мес (серед них зустрічаються парні, наприклад Kyrie-Gloria або Sanctus-Agnus dei), близько 12 мотетів (включаючи відомий мотет, що об'єднує гімн «Veni Creator Spiritus» і секвенцію «Veni Sancte Spiritus», мотет «Quam pulcra es» на біблійні слова з «Пісні пісень» і «Nasciens mater virgo»), інші обробки літургійних текстів, кілька пісень на французькі або італійські тексти, серед яких відома «О rosa bella» (можливо її автором є Джон Бедінгем).
Творчість Данстейбла є важливою сполучною ланкою між музикою Середньовіччя і поліфонією епохи Відродження. З XVI ст. закріпилася легенда про Данстейбла як «винахідника» поліфонії, хоча в дійсності поліфонічний принцип лежить у народному музикуванні, а перенесення його в професійну музику, розпочавшись у Середньовіччі, зайняло кілька століть. Однак Данстейбл надав хоровому звучанню ту повноту, природність, силу і блиск, які характеризують хоровий стиль нідерландської школи.
Для Данстейбла характерні панування триголосся, мелодійне багатство голосів, імпровізаційність у розвитку мелодії. Данстейбл використовував для створення частин мес традиційні мелодії духовних піснеспівів, варіював мелодію cantus firmus’a, розташовуючи її в тенорі або в суперіусі, пише ізоритмічні мотети, вводить невеликі імітації, застосовує складні прийоми «перетворення» одного й того ж голосу (в основному викладі, далі зі зверненням інтервалів, потім з пропусками пауз і нот, у ракоходному зверненні, квінтою вище тощо), змінює кількість звучань у композиції голосів.
Одним з перших він став використовувати в «вільних» голосах мелодичний матеріал, споріднений матеріалу cantus firmus. Данстейбл розробив жанр декламаційного мотету, в якому музичний ритм підпорядкований ритму вірша. Незважаючи на переважання церковних ладів, в його музиці явно відчуваються мажор і мінор.
У складі капели герцога Бедфордського Данстейбл бував у Камбре, де у нього могли вчитися Ґійом Дюфаї і Жиль Беншуа. Французький поет Мартін ле Франк зазначав, що на їхню музику вплинув contenance angloise (англійський стиль) Данстейбла. Під «англійським стилем», ймовірно, малося на увазі використання фобурдона й особливе значення терції і сексти.